# 2814 Vieira
2814 Vieira eller 1982 FA3 är en asteroid i huvudbältet som upptäcktes den 18 mars 1982 av den belgiske astronomen Henri Debehogne vid La Silla-observatoriet. Den är uppkallad efter den brasilianska astronomen Gilson Vieira.
Asteroiden har en diameter på ungefär 9 kilometer och den tillhör asteroidgruppen Koronis.